# Anisopodus mexicanus
Anisopodus mexicanus är en skalbaggsart som beskrevs av Bates 1881. Anisopodus mexicanus ingår i släktet Anisopodus och familjen långhorningar.
Artens utbredningsområde är:
- Guatemala.
- Honduras.
- Panama.

Inga underarter finns listade i Catalogue of Life.